# 애완동물 묘지

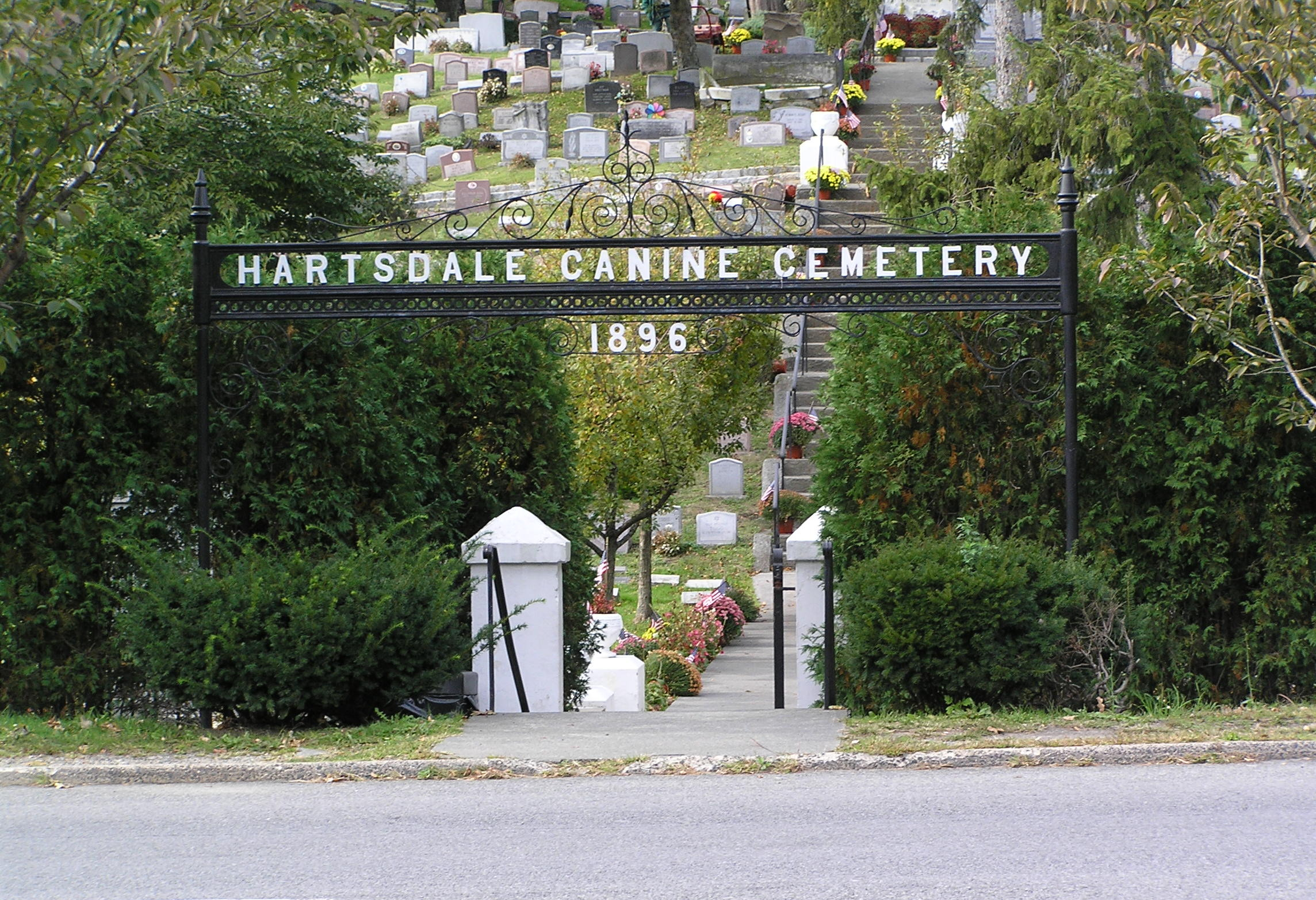
뉴욕 하츠데일에 있는 하츠데일 애완동물 묘지 입구

애완동물 묘지는 애완동물을 위한 묘지이다. 사랑하는 애완동물을 숭배하고 매장하는 것은 고대부터 행해져 왔지만, 동물을 위한 묘지는 19세기 후반까지만 해도 흔하지 않았다.